# Hala Giewont

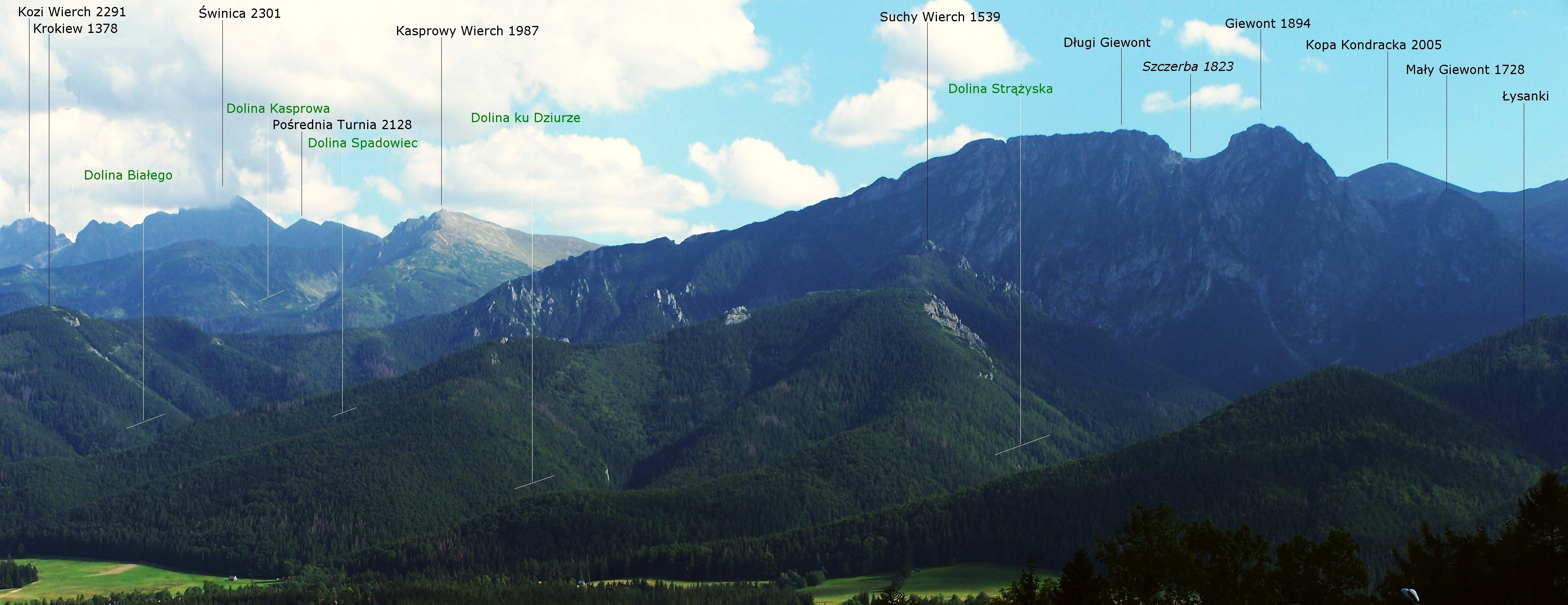
Tereny dawnej Hali Giewont

Hala Giewont – dawna hala pasterska w polskich Tatrach. Obejmowała tereny Doliny Strążyskiej, Doliny Białego i dolną część Dolina Bystrej (Kalatówki, Kalackie Koryto i zbocza Krokwi). Pierwszymi jej właścicielami byli sołtysi z miejscowości Szaflary. Przywileje te otrzymali oni od króla Zygmunta III Wazy w 1605 r. jako salasse dictis sub monte Gewont, czyli szałasy pod górą Gewont. Inne dokumenty z 1669 i 1676 podają nazwę hale Giewont Strążyskami zwane. Później hale te miały nazwę Hala Strążyska-Białe-Kalatówki. Z czasem, gdy na Podhalu znacznie przybyło ludzi i owiec, hala ta rozpadła się na trzy oddzielne, wypasane przez różnych baców. Były to: Hala Strążyska, Hala Białe i Hala Kalatówki.
Z wyjątkiem polany Kalatówki Hala Giewont miała niewielką wartość użytkową. Jej polany były niewielkie, a tereny wypasowe (halizny i serwitutowe lasy) położone na stromych i pełnych głazów zboczach, w cieniu potężnego masywu Giewontu. W Dolinie Białego zaprzestano wypasu już w latach 50. po II wojnie światowej. W związku z poszukiwaniem rud uranowych dolina ta została po prostu przez ówczesne władze zamknięta i była strzeżona. W latach 1961–1965 wszystkie hale tatrzańskie w wyniku wykupu lub wywłaszczenia stały się własnością Skarbu Państwa i włączone zostały w obszar Tatrzańskiego Parku Narodowego. Po 1990 r. przywrócono wypas na niektórych polanach (tzw. wypas kulturowy). W obrębie dawnej Hali Giewont są to: Kalatówki i Kuźnicka Polana.